# الشـرف (يافع)

تعديل مصدري - تعديل

الشـرف هي إحدى قرى عزلة لبعوس بمديرية يافع التابعة لمحافظة لحج، بلغ تعداد سكانها 631 نسمة حسب تعداد اليمن لعام 2004.